# Gran Vía metróállomás
Gran Vía metróállomás Spanyolország fővárosában, Madridban a madridi metró 1-es és 5-ös vonalán.

## Metróvonalak
Az állomást az alábbi metróvonalak érintik:
- 1-es metróvonal
- 5-ös metróvonal

## Kapcsolódó állomások
A metróállomáshoz az alábbi állomások vannak a legközelebb:
- Tribunal (Pinar de Chamartín, 1-es metróvonal)
- Chueca (Alameda de Osuna, 5-ös metróvonal)
- Sol (Valdecarros, 1-es metróvonal)
- Callao (Casa de Campo, 5-ös metróvonal)